# Lincoln Lewis
Lincoln Clay Lewis (Brisbane, Queensland; 24 de octubre de 1987) es un actor australiano, conocido por haber interpretado a Geoff Campbell en la serie australiana Home and Away.

## Biografía
Lincoln es hijo de la legendaria estrella de la liga del rugby Wally "The King" Lewis y de Jacqui Lewis, tiene un hermano mayor Mitchell Lewis y una hermana menor Jamie-Lee Lewis, quien nació con sordera profunda. Su padre es excampeón de la liga australiana de rugby y actual presentador de Nine Network Sports. 
En el 2009 se vio envuelto en un escándalo luego de admitir haber filmado un video sexual con una estrella de televisión y haberlo mostrado a algunos de sus compañeros de Home and Away, quienes quedaron impactados.
Es muy buen amigo de los actores Todd Lasance, Charles Cottier, David Jones-Roberts y Charlotte Best.
En 2008 salió con la actriz Indiana Evans. 
En 2009 salió con la concursante de So You Think You Can Dance, Katrina Risteska, sin embargo tras casi un año de relación la pareja terminó en marzo del 2010.
En 2010 comenzó a salir con la actriz Rhiannon Fish, pero la relación terminó en junio de 2012.
En 2014 comenzó a salir con la australiana Courtney Thorpe, quien fue coronada Miss Mundo Australia ese mismo año, pero la relación terminó poco después.
En abril de 2016 Lincoln comenzó a salir con la modelo Chloe Ciesla, la pareja terminó a finales de 2016, sin embargo poco después regresaron.

## Carrera
Lincoln comenzó a actuar a la edad de 13 años. Ha aparecido en varios anuncio para Dreamworld, Nutri-Grain, Willbank Raceway, BlackLab Films y Zarraffas Coffee.
Entre 2003 y 2007 apareció como invitado en series como The Sleepover Club y Mortified.
En 2006 apareció en la película Aquamarine donde interpretó a Theo, junto a JoJo y Sara Paxton, ese mismo año apareció en Voodoo Lagoon.
Su papel más importante en la televisión lo obtuvo en 2007 cuando se unió al elenco de la alcamada serie australiana Home and Away, donde interpretó al joven trabajador y fanático del fútbol Geoff Campbell, hasta el 2010. Por su interpretación Lincoln fue nominado y ganó un premio logie en 2008.
En diciembre de 2009 se anunció que Lincoln y Todd Lasance, dejarían Home and Away, para seguir con su carrera de actuación en los Estados Unidos.
En 2008 apareció como invitado en la serie familiar H2O: Just Add Water.

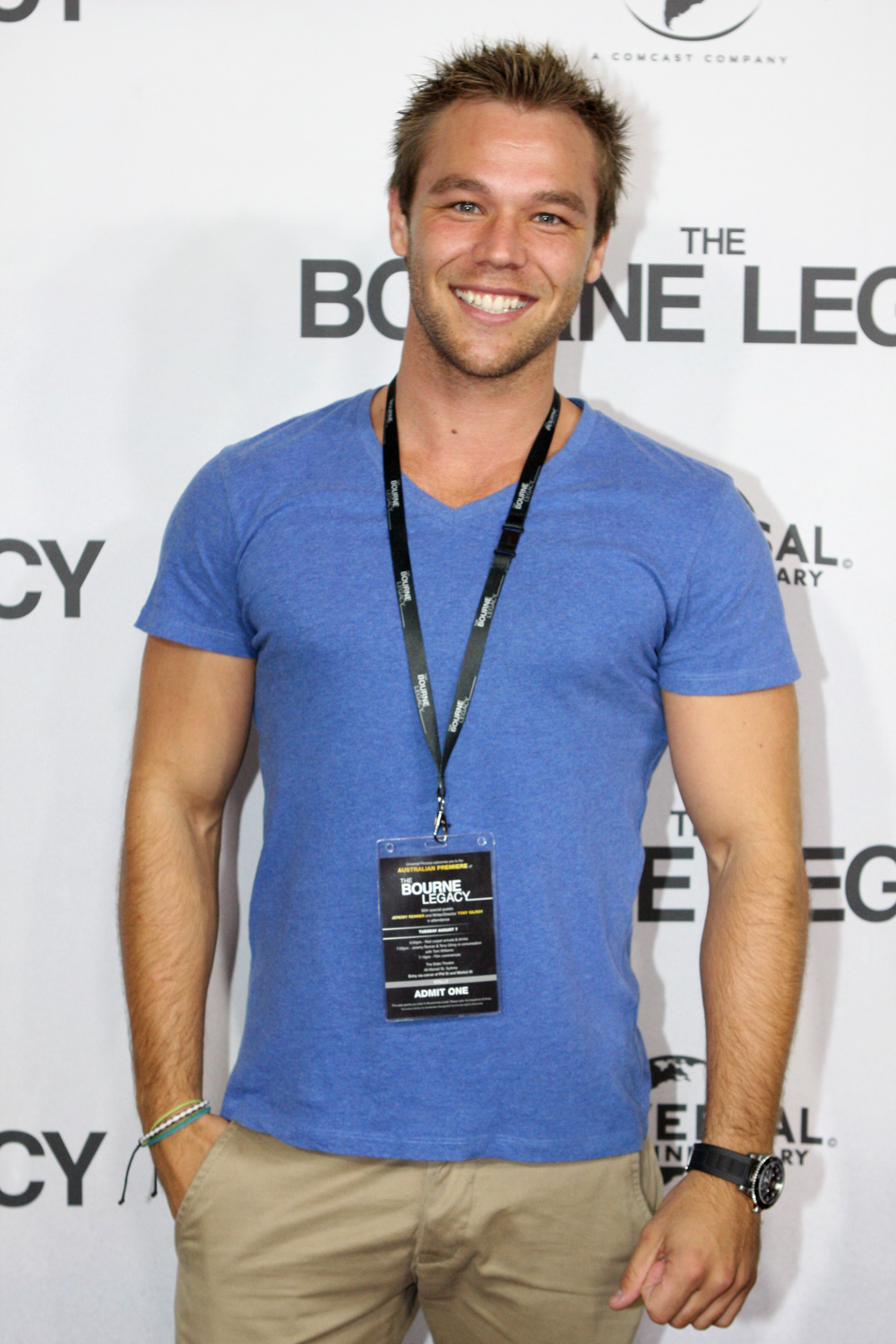
Lincoln durante el estreno de la película The Bourne Legacy en Sídney, Australia en agosto del 2012.

En 2009 se unió a la novena temporada del concurso de baile Dancing whit the Stars, de donde quedó eliminado el 29 de agosto junto a su compañera la bailarina Luda Kroitor.
En 2010 apareció en dos episodios de la serie dramática Rescue Special Ops donde interpretó a Sam Marchello, el hijo de Vince Marchello (interpretado por Peter Phelps); ese mismo año se unió al elenco de la película de acción, aventura y drama Tomorrow, When the War Began, donde interpretó a Kevin Holmes.
En septiembre de 2011 Lincoln  apareció en varios episodios de la exitosa serie australiana Neighbours donde interpretó al biólogo marino Dominic Emmerson en 2012, quien tiene una breve relación con Kate Ramsay.
En 2012 se unió al elenco principal de la serie Tricky Business donde interpretó a Chad Henderson hasta el final de la serie ese mismo año, luego de que fuera cancelada al finalizar la primera temporada por las bajas audiencias.
En 2013 aparecerá en la película After Earth donde interpretó a Bo. Ese mismo año se anunció que Lincoln se había unido al elenco de la nueva serie norteamericana de la ABC, Westside en donde interpretaría a Shealy Carver el hijo de Lisa Carver (Jennifer Beals), sin embargo el piloto no fue escogido para ser serie.
En junio de 2014 Lincoln se unió al elenco principal de la tercera temporada de la serie House Husbands donde interpreta a Ned Hogart.

## Filmografía

### Series de televisión
| Año         | Serie               | Personaje        | Notas                        |
| ----------- | ------------------- | ---------------- | ---------------------------- |
| 2015        | Gallipoli           | Chook            | 4 episodios - miniserie      |
| 2014        | House Husbands      | Ned Hogart       | 9 episodios                  |
| 2013        | Westside            | Shealy Carver    | -                            |
| 2012        | Tricky Business     | Chad Henderson   | 13 episodios                 |
| 2012        | Neighbours          | Dominic Emmerson | 4 episodios                  |
| 2011        | SLiDE               | Dylan            | 4 episodios                  |
| 2011        | Underbelly: Razor   | Bruce Higgs      | 3 episodios                  |
| 2010        | Rescue Special Ops  | Sam Marchello    | episodio "Street Legal"      |
| 2007 - 2010 | Home and Away       | Geoff Campbell   | 543 episodios                |
| 2008        | H2O: Just Add Water | Estudiante       | 1 episodio "Three's Company" |
| 2006 - 2007 | Mortified           | Andre            | 2 episodios                  |
| 2003        | The Sleepover Club  | Extra            | 2 episodios                  |

### Películas
| Año  | Título                       | Personaje   | Notas                                                                                                |
| ---- | ---------------------------- | ----------- | --- |
| 2016 | Spin Out                     | Nic         | junto a Xavier Samuel, Morgan Griffin, Tessa James, Melissa Bergland, Travis Jeffery y PiaGrace Moon |
| 2013 | After Earth                  | Bo          | junto a Will Smith, Jaden Smith, Zoë Kravitz, Sophie Okonedo y David Denman                          |
| 2012 | Bait                         | Kyle        | junto a Xavier Samuel, Julian McMahon, Cariba Heine, Dan Wyllie, Damien Garvey y Phoebe Tonkin       |
| 2011 | 33 Postcards                 | Carl        | junto a Guy Pearce, Claudia Karvan, Rhys Muldoon y Kain O'Keefe                                      |
| 2011 | The Forgotten Men            | Amos        | corto - junto a Gyton Grantley y Kerry Armstrong                                                     |
| 2010 | Tomorrow, When the War Began | Kevin Homes | junto a Rachel Hurd-Wood, Caitlin Stasey, Ashleigh Cummings, Phoebe Tonkin y Andrew Ryan             |
| 2006 | Aquamarine                   | Theo        | junto a Emma Roberts, Claudia Karvan, Bruce Spence, Roy Billing, Dichen Lachman y Shaun Micallef     |
| 2006 | Voodoo Lagoon                | Aaron       | junto a Ashley Hamilton, John Noble, Beau Brady, Lara Cox y Natalie Blair                            |

### Apariciones
| Año  | Programa                           | Notas                       |
| ---- | ---------------------------------- | --------------------------- |
| 2021 | Dancing with the Stars (Australia) | participante                |
| 2009 | Dancing whit the Stars (Australia) | 10 episodios - participante |

## Premios y nominaciones
| Año  | Categoría                          | Premio                  | Serie         | Resultado |
| ---- | ---------------------------------- | ----------------------- | ------------- | --------- |
| 2010 | Super estrella australiana del año | Dolly Teen Choice Award | -             | Nominado  |
| 2010 | Australiano favorito               | Dolly Teen Choice Award | Home and Away | Nominado  |
| 2008 | Rey de los adolescentes            | Dolly Teen Choice Award | Home and Away | Ganador   |
| 2008 | Talento nuevo más popular - Hombre | Logie Awards            | Home and Away | Ganador   |